# Рубай Степан Богданович
Степан Богданович Рубай (нар. 6 березня 1961, с. Кут-Товсте, Гусятинський район, Тернопільська область) — український підприємець і футбольний функціонер. Генеральний директор ПП «Продекспорт», власник мережі супермаркетів «Родина». Колишній президент футбольного клубу «Нива» (Тернопіль).

## Життєпис
Здобув фах економіста в Тернопільському фінансово-економічному інституті. Працював на посаді бухгалтера в управлінні механізації, був головним бухгалтером у транспортній фірмі «Діана».
З 1996 року розпочав власний бізнес. Генеральний директор ПП «Продекспорт», власник мережі супермаркетів «Родина», Чортківської птахофабрики, свинокомплексу, м'ясопереробного комбінату «Росохач», торговельного центру «Орнава», розважально-відпочинкового комплексу «Дзиґа».
3 липня 2007 року — президент футбольного клубу «Нива» (Тернопіль). За результатами сезону 2008/09 команда вийшла до першої ліги, але відразу ж після наступного сезону повернулася до другої.
На початку лютого 2015 року знову став власником ФК «Нива» (Тернопіль).